# 福斯警匪頻道
福斯警匪頻道（英語：FOX Crime）是福斯国际频道开办的电视网，在欧洲、亚洲、非洲等多个国家播映，包括意大利、葡萄牙、斯洛文尼亚、保加利亚、土耳其和南非。它的基本频道包括大量电视节目、情景喜剧和电影等等，涉及犯罪、恐怖和调查。
他2006年10月13日在意大利和保加利亚开播，2007年9月28日在葡萄牙开播，2006年5月3日在香港开播，2006年10月2日在新加坡开播，2007年10月29日在越南开播。福斯警匪頻道2008年1月1日通过SkyCable在菲律宾播放。在印度尼西亚，频道通过Indovision在2008年中段开播。后来节目2008年7月29日在泰国，2013年7月9日在南非开播。
该频道的亚洲版本在迪士尼公司收购21世纪福斯原所属迪士尼传媒集团 (亚太)之后归迪士尼所有。2021年10月1日，该频道的亚洲版停播。

## 相關
- 福斯警匪頻道 (亞洲)